# Stadtarchiv Augsburg
Das Stadtarchiv Augsburg ist ein kommunales Archiv, das sich der Stadtgeschichte von Augsburg widmet. Es dient zur Verwaltung und Aufbewahrung von amtlichen Unterlagen und Schriften, deren älteste aus dem 11. Jahrhundert stammen. Das Archivgut umfasst ungefähr 14.000 laufende Regalmeter und ist zum größten Teil durch Findmittel (Kataloge) erschlossen. Neben kommunalen und nichtkommunalen Archivbeständen können dort auch umfangreiche archivische Sammlungen und Nachlässe eingesehen werden. Die Leitung des Archivs, das sich seit 2016 in einem umgestalteten Industriegebäude auf dem Gelände der ehemaligen Augsburger Kammgarnspinnerei, in direkter Nachbarschaft zum Staatlichen Textil- und Industriemuseum, befindet, unterlag bis 2018 Archivdirektor Michael Cramer-Fürtig. Nach dessen Ausscheiden aus dem Dienst wurde Kerstin Lengger zur Archivdirektorin ernannt.

## Geschichte

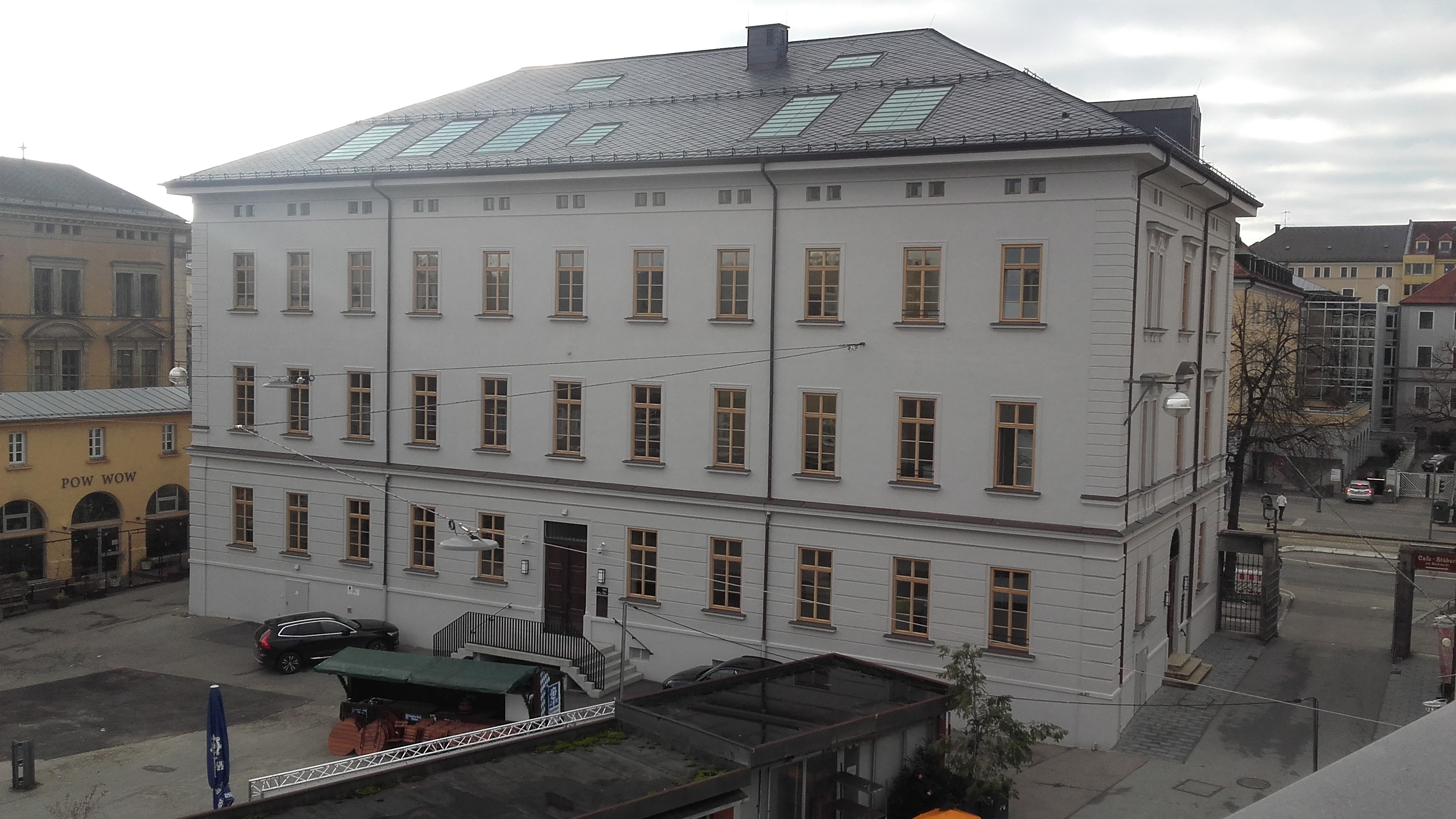
Altes Stadtarchiv in der Fuggerstraße 12

Im 16. Jahrhundert begann man wichtige Dokumente der Reichsstadt systematisch zu sammeln und zu verwalten. Dieser Schritt wurde unter anderem auch durch den Augsburger Stadtschreiber Konrad Peutinger vorangetrieben. Das Archiv befand sich zu diesem Zeitpunkt noch im Rathaus, erst 1885 erhielt es ein eigenes Amtsgebäude, in dem alle Bestände zusammengeführt wurden. Frieda Forster (1819–1902), Tochter des Maschinenfabrikanten Ludwig Sander, vermietete ab diesem Jahr das vom Augsburger Architekten Max Treu erbaute elterliche Wohnhaus in der Fuggerstraße 12 (Standort) an die Stadt. 1843 wurde mit Theodor Herberger auf Betreiben des Bürgermeisters Richard Anton Nikolaus Carron du Val erstmals ein wissenschaftlicher Archivar eingestellt. Im Jahr 1902 ging das im Stil der Neorenaissance errichtete Gebäude schließlich durch eine Schenkung in städtischen Besitz über.
Während des Zweiten Weltkrieges wurden die Bestände ausgelagert und bis 1957 wieder zurückgeführt. In den nachfolgenden Jahrzehnten wuchsen die Archivbestände durch die Aufnahme von privaten Sammlungen sowie Archiven von eingegliederten Nachbargemeinden weiter an. Neben der Raumnot erwiesen sich auch die ungeeigneten Lagerbedingungen als zunehmend problematisch. Im Jahr 2003 beschloss die Stadt daher, das Archiv auf das Gelände der ehemaligen Augsburger Kammgarnspinnerei zu verlegen. Nach mehrjähriger Sanierung eines denkmalgeschützten Industriegebäudes und anschließender Verlagerung der Archivbestände eröffnete das neue Stadtarchiv im Sommer 2016. Die Gesamtkapazität des neuen Magazins beträgt rund 26.000 Regalmeter.

## Archivbestände
Die Altbestände enthalten das ehemalige reichsstädtische Archiv mit Ausnahme der rechtserheblichen Dokumentation, die bei der Eingliederung in Bayern 1806 an das Münchener Reichsarchiv abgegeben werden mussten. 1251 Urkunden und rund 20 laufende Meter Amtsbücher und Akten befinden sich im Staatsarchiv Augsburg. Die älteste erhaltene Originalurkunde stammt aus dem Jahr 1046 und betrifft die Schenkung zweier Leibeigener an den Augsburger Dom, die älteste deutschsprachige Urkunde des Archivs wurde 1273 ausgestellt. Die Literalien der Ratskorrespondenz setzen 1290 ein, die Ratsprotokolle 1392, die Bürgeraufnahmen 1288, die ältesten Steuerbücher stammen aus den Jahren 1346, 1351 und 1355, das älteste Register waffenpflichtiger Männer wurde 1610 angelegt. Die Protokolle des Hochzeitsamts setzen 1563 ein. 1302 wurde das Achtbuch angelegt, die Akten von Stadtvogt und Reichslandvogtei Schwaben beginnen 1305.
Zu den neueren Beständen zählen sowohl Akten der städtischen Dienststellen als auch diverse Nachlässe von einzelnen Privatpersonen, Familien, Vereinen und Firmen. Darunter befinden sich Nachlässe von Raimund von Doblhoff, Karl Albert Gollwitzer, Eugen Nerdinger sowie die Firmenarchive der Mechanischen Baumwollspinnerei und Weberei Augsburg und Neuen Augsburger Kattunfabrik.
Neben den Akten und Amtsbüchern gehören etwa 10.000 Urkunden, 40.000 historische Karten, 350.000 Fotonegative und 20.000 Plakate zum Archivbestand. Des Weiteren verfügt das Archiv über eine Fachbibliothek mit etwa 35.000 Büchern und rund 500 Laufmeter Karteien zum Personenstands- und Meldewesen.